# Litodamus
Litodamus es un género de arañas araneomorfas de la familia Nicodamidae. Se encuentra en Australia y Tasmania.

## Lista de especies
Según The World Spider Catalog 12.0:
- Litodamus collinus Harvey, 1995 — Tasmania
- Litodamus hickmani Harvey, 1995 — Tasmania
- Litodamus olga Harvey, 1995 — Tasmania